# Pišťuchovití
Pišťuchovití (Ochotonidae) je čeleď řádu zajícovců. Jsou to zvířata, která mají krátké uši, nemají ocas a jsou velmi čilá. I když jsou pišťuchy příbuzné králíkům, vypadají spíše jako morčata.
Obývají odlehlé části stepí a hor Asie a Severní Ameriky. Tvoří kolonie, které jsou od sebe vzdáleny v závislosti na množství vhodné potravy. Jelikož jsou tyto oblasti většinou nehostinné, pišťuchy si dělají zásoby potravy ze sušených rostlin. V zimě se neukládají k zimnímu spánku, ale žijí ve svých norách a jeskyních, kde se živí tím, co nastřádaly během léta. Mají vazby k určitému revíru, jejž označují sekretem pachových žláz. Rodí většinou více mláďat, doba vrhu závisí na různých podmínkách jednotlivých životních prostředí.
Podle toho, kde se pišťuchy vyskytují, získaly také název, např. pišťucha kazašská, tibetská, horská apod. Pišťucha velkouchá je nejvýše žijícím savcem na světě, protože žije v oblasti Himálaje, a to ve výšce okolo 6000 m n. m.

## Druhy
Několik druhů z čeledi pišťuchovití:
- pišťucha horská (Ochotona alpina)
- pišťucha šedohnědá (Ochotona cansus)
- pišťucha obojková (Ochotona collaris)
- pišťucha černolící (Ochotona curzoniae)
- pišťucha krátkoocasá (Ochotona dauurica)
- pišťucha narudlá (Ochotona erythrotis)
- pišťucha Forrestova (Ochotona forresti)
- pišťucha čínská (Ochotona gaoligongensis)
- pišťucha dlouhonosá (Ochotona gloveri)
- pišťucha tibetská (Ochotona himalayana)
- pišťucha severní (Ochotona hyperborea)
- pišťucha kazašská (Ochotona iliensis)
- pišťucha Kozlovova (Ochotona koslowi)
- pišťucha ladacká (Ochotona ladacensis)
- pišťucha velkouchá (Ochotona macrotis)
- pišťucha rezavohlavá (Ochotona muliensis)
- pišťucha kašmírská (Ochotona nubrica)
- pišťucha Pallasova (Ochotona pallasi)
- pišťucha pika (Ochotona princeps)
- pišťucha stepní (Ochotona pusilla)
- pišťucha šedá (Ochotona roylei)
- pišťucha rezavá (Ochotona rufescens)
- pišťucha rudá (Ochotona rutila)
- pišťucha sečuánská (Ochotona thibetana)
- pišťucha Thomasova (Ochotona thomasi)
- pišťucha vodomilná (Ochotona aquatica)